# Federico Fliedner
Friedrich Fliedner (anche Fritz o Federico  Bertheau; Düsseldorf, 10 giugno 1845 – Madrid, 25 aprile 1901) è stato un teologo tedesco naturalizzato spagnolo, pastore, missionario, filantropo, giornalista, editore, scrittore e poeta, figlio del teologo evangelico Theodor Fliedner e padre degli scrittori Jorge Fliedner Brown, Catalina Fliedner Brown e Juan Fliedner Brown, e nonno di Elfriede Fliedner Klingender, figlia di quest'ultimo.

## Biografia
Nacque a Kaiserswerth, allora villaggio e oggi quartiere di Düsseldorf, figlio del pastore Theodore Fliedner, fondatore delle diaconesse, e di Caroline Bertheau, di famiglia ugonotta, e fu educato al Gymnasium di Gütersloh. Studiò teologia ad Halle (1864-1866) e conseguì il dottorato a Tubinga (1867), sotto l'influenza dei teologi August Tholuck e Johann Tobias Beck. Nel 1868 divenne insegnante di scuola di campagna a Hilden. Partecipò come infermiere alla guerra prussiana con l'Austria e fece un viaggio in Italia, dove conobbe da vicino i valdesi.
Si recò in Spagna nel marzo 1869, quando fu promulgata per la prima volta la libertà di culto. L'anno successivo fu ordinato pastore e inviato dalla Chiesa evangelica in Germania come missionario. Si stabilì a Madrid il 9 novembre 1870 e fu nominato cappellano della legazione dell'Impero tedesco a Madrid. Ha imparato lo spagnolo, ha conseguito la maturità in Spagna e ha studiato medicina all'Università Centrale. Iniziò la sua attività religiosa nella chiesa di Jesús, in via Calatrava a Madrid, il cui parroco era Francisco de Paula Ruet, al quale succedette nel 1878. Nel 1880 acquistò una casa diroccata a El Escorial dove aveva soggiornato Filippo II e la ricostruì, installandovi un ospizio per orfani e una scuola, la "Casa de Paz". Ha aiutato i gruppi evangelici delle province viaggiando instancabilmente e ha fondato una scuola in ogni congregazione per aumentare il livello culturale degli evangelici spagnoli. Ha svolto un ruolo decisivo nella formazione della Chiesa cristiana spagnola (1872), all'origine dell'attuale Chiesa evangelica spagnola (IEE) e della Chiesa episcopale riformata spagnola (IERE).
Nel 1873 fondò la Librería Nacional y Extranjera, una casa editrice con una vasta collezione di opere letterarie, libri di testo e periodici. Tra questi, El Amigo de la Infancia, consultato da Miguel de Unamuno, che fu pubblicato dal 1874 al 1939, e la Revista Cristiana, un periodico scientifico e religioso che raggiunse gli 888 numeri tra il 1880 e il 1919.
Ha scritto le biografie di John Howard, Elizabeth Fry, del missionario ed esploratore David Livingstone, del riformatore Lutero (1878) e dei propri genitori, Theodore Fliedner di Kaiserswerth (1883) e Caroline Fliedner di Kaiserswerth (1883). Completò quest'opera scrivendo la propria autobiografia, apparsa prima in due volumi in tedesco (Aus Meinem Leben, 1901-1903), poi tradotta in spagnolo e pubblicata postuma nella Revista Cristiana (nn. 513-553). Iniziò la traduzione inglese del Nuovo Testamento con le note del francese Ed. Faivre; fu completata dall'Epistola agli Ebrei da uno dei suoi nipoti.
Aveva una famiglia numerosa con la moglie scozzese, Joan Brown, che fu una collaboratrice esemplare e lo aiutò nel suo lavoro nella scuola preparatoria del baccalaureato. Visti i buoni risultati di questa scuola, pensarono di creare una scuola secondaria privata e raccolsero faticosamente i fondi per quello che sarebbe diventato il Colegio El Porvenir di Madrid, inaugurato il 31 ottobre 1897, giorno della Riforma. Accanto ad essa è stata allestita una libreria, la Libreria Calatrava, a tema protestante.
Fliedner ha anche scritto un innario evangelico in spagnolo per la scuola domenicale. Si ammalò di tifo e morì il 25 aprile 1901; è sepolto nel cimitero civile di Madrid.